# Charles (歌曲)
〈Charles〉（直译：「查尔斯」）是日本创作歌手Balloon的歌曲，来自Balloon的第二张录音室专辑《Corridor》。此曲作为单曲于2016年10月12日个人发行，主要人声是使用Vocaloid歌声库V Flower合成，音乐视频于2016年10月12日公开。此外，由本人翻唱的降调版本〈Charles (Self Cover)〉收录于同张专辑。
此曲在Billboard Japan的综合歌曲排行榜Japan Hot 100最高位列第74。

## 创作
此曲时长3分50秒，每分钟145拍，人声音域在mid2A♯（A♯3）至hihiA♯（A♯5）之间，降调版本的人声音域在mid1C♯（C♯3）至hiC♯（C♯5）之间。此曲拥有快节奏的雷鬼和索卡节拍。与明亮轻快的旋律相反，此曲的歌词是抒情感性的，主人公不久前与所爱之人分别感到不舍，曾经付出维系但最终情尽缘散。

## 音乐视频
此曲的音乐视频公开于2016年10月12日，是附带歌词字幕的传统动画，插画绘制和视频制作是由日本插画师Avogado6提供。此视频的主要场景是一个小镇的街景，还有两簇白色的番红花点缀着视频下方两角。

## 遗留
此曲在2017年于日本卡拉OK服务发行后，十分受到日本青少年欢迎，在Joysound公布2017、18、19三年的各年龄组卡拉OK排名榜之10代单元连续取得第1，此外，还在2018年综合排行榜的Vocaloid单元取得第1。

## 排行榜
| 排行榜（2018年）                | 最高排名 |
| ------------------------------- | -------- |
| 日本（Japan Hot 100）           | 74       |
| 日本下载歌曲（Billboard Japan） | 61       |

## 发行历史
| 地区 | 日期           | 格式     | 唱片公司 | 参考  |
| ---- | -------------- | -------- | -------- | ----- |
| 日本 | 2016年10月12日 | 數位下載 | 自发行   | [ 7 ] |